# Oliver Cheshire
Oliver Cheshire (Londres, 03 de junho de 1988) é um modelo inglês.
Ele iniciou na Select Model Management aos 15 anos de idade enquanto estudava drama. Pouco tempo depois, Cheshire se tornou um sucesso noturno como rosto da Calvin Klein. Cheshire desistiu dos estudos de drama para a carreira de modelo. Ele já modelou para Dolce & Gabbana, Missoni, Abercrombie & Fitch, Hollister, Vivienne Westwood, Gap e Marks e Spencer.
A Marks e Spencer anunciou um aumento de 50% na venda de roupas de banho para homens, enquanto Cheshire estava na frente de sua campanha. Ele participou da Semana de Moda Masculina para a revista GQ e também escreve um blog de moda em seu tempo livre. Em 2015, foi nomeado um dos 50 homens britânicos melhor vestidos da GQ.

## Vida pessoal
Desde 22 de Julho  de 2010, Cheshire está em um relacionamento com a cantora inglesa Pixie Lott.